# The Beloved Vagabond (1915)
The Beloved Vagabond é um filme mudo de drama romântico norte-americano de 1915, dirigido por Edward José e estrelado por Edwin Arden. Foi baseado no romance de 1906, The Beloved Vagabond, de William John Locke. 
O romance de Locke teria ainda duas outras versões: em 1923 e em 1936.

## Sinopse
O rico Gaston de Nerac (Blackwell) decide viver como um vagabundo, até que ele se apaixona.[carece de fontes?]

## Elenco
- Edwin Arden - Gaston de Nerac / Paragot
- Kathryn Brown-Decker - Joanna Rushworth
- Bliss Milford - Blanquette
- Doc Crane - Asticot
- Mathilde Brundage
- Florence Deshon